# Hortus Dendrologicus
Hortus Dendrologicus (abreviado Hort. Dendrol.) es un libro con ilustraciones y descripciones botánicas que fue escrito por el botánico y pteridólogo alemán Karl Heinrich Emil Koch y publicado en el año 1853-54 con el nombre de Hortus dendrologicus: Verzeichniss der bäume, sträucher und halbsträucher die in Europa, nord- und mittelasien, im Himalaya und im Nordamerika wild wachsen, und möglicher weise in mittel-europa im frien ausdauern.

## Publicaciones
- Páginas [1]-194, Jan 1853;
- Páginas 195-354, 1854